# Nils Lundell (militär)
Nils Malte Lundell, född 8 augusti 1932 i Östraby i Skåne län, död 8 september 2004, var en svensk officer i Armén.

## Biografi
Lundell blev 1955 fänrik i Armén. År 1957 befordrades han till löjtnant, 1964 till kapten, 1971 till major, 1972 till överstelöjtnant, 1978 till överste och 1980 till överste av första graden.
Lundell inledde sin militära karriär vid Skånska dragonregementet i Hässleholm. Åren 1969–1978 tjänstgjorde han som avdelningschef vid Södra militärområdesstaben i Kristianstad. Åren 1978–1980 var han ställföreträdande regementschef för Södra skånska regementet samt ställföreträdande försvarsområdesbefälhavare för Malmö försvarsområde. Åren 1980–1983 tjänstgjorde han som sektionschef vid försvarsstaben. Åren 1983–1992 var han regementschef för Norra Skånska regementet samt försvarsområdesbefälhavare för Kristianstads försvarsområde. Åren 1992–1995 tjänstgjorde han på Arméledningen vid Högkvarteret.